# Cementerio público europeo de Takoradi
El Cementerio público europeo de Takoradi (en inglés: Takoradi European Public Cemetery) es un espacio adecuado para realizar sepulturas localizado en el país africano de Ghana, (que anteriormente durante la época colonial fue conocida como «La Costa de Oro»), justo al norte del aeropuerto de Takoradi. Se encuentra en la carretera Takoradi-Axim aproximadamente a 3 kilómetros (1,9 millas) del centro de la ciudad, cerca del cementerio público. Aquí hay 2 tumbas que datan de la Primera Guerra Mundial, así como 64 de la Segunda Guerra Mundial. Hay cinco tumbas de guerra de otras nacionalidades y 25 tumbas de que no son de guerras mundiales. 